# 摩登如來神掌
《摩登如來神掌》，為一套於1990年7月21日上映的香港電影，為香港邵氏電影系列出品的漫畫式幻想武俠片，由黃泰來執導、王晶編劇，劉德華、陳百祥、王祖賢、梅小惠、元華領銜主演，片名中的「如來神掌」實為一種虛構武功。

## 劇情
廣告公司職員武德輝（劉德華飾）與好友厲遲（陳百祥飾）往中國大陸出差，期間厲遲欲走私出土文物；不料被公安追捕而誤入某山洞，雖為毒蛇所噬，但因在大俠龍劍飛身上尋得大還丹，解毒之餘更得到50年內功修為，且意外救得冰封800年的元朝雲蘿公主（王祖賢飾）及其婢女小蠻（梅小惠飾），同時讓200年前天下第一邪派高手天殘（元華飾）逃脫而出。
對百年前事抱持懷疑態度的武德輝和厲遲，將雲蘿公主兩人帶回香港；沒想到雲蘿聰明無比，迅速適應香港現代生活並成為時代女性。一方面，為對付天殘，雲蘿幫助武德輝學成「如來神掌」，厲遲則因資質較差，僅練成「七旋斬」；天殘到來，未練成第9式「萬佛朝宗」的武德輝不敵，並且被迫吃下天蠶蟲，只要天殘拍擊他腰上的鼓，吃下天蠶蟲的人就會感到非常痛楚。
翌日天殘在銀行拆去提款機來盜取錢財，而武德輝和厲遲在天殘的威脅下到老闆的居所並捉拿老闆一家，就連一眾警員出動也不敵天殘，後來被雲蘿用計將他們救出，厲遲靈機一動偷走天殘的鼓，但是武德輝逃走時被天殘打至重傷。幸得赴港的「特異功能表演團」團長嚴真（劉洵飾）為其療傷，更傳授他吸收天地能量術；數日之後，武德輝發揮「萬佛朝宗」之威力，擊敗天殘，成為真正大俠。

## 角色
| 演員   | 角色                                         | 粵語配音 | 備註 |
| 劉德華 | 武德輝 （粵語諧音：「冇得Fight」意即打不倒） | 黃志成   | 廣告公司職員，與厲遲同住，後意外識得雲蘿公主，吃了半顆過期的大還丹並練成「如來神掌」武功天下無敵。         |
| 陳百祥 | 厲遲 （粵語諧音：「例遲」意即經常遲到）      |          | 廣告公司職員，與武德輝同住，吃了半顆過期的大還丹並練成「七旋斬」。                                         |
| 王祖賢 | 雲蘿公主                                     | 沈小蘭   | 元朝公主，有一婢女小蠻，後與武德輝等人同住。                                                               |
| 梅小惠 | 小蠻                                         |          | 雲蘿公主侍婢，意外與厲遲有婚約。                                                                           |
| 元華   | 天殘                                         | 劉江     | 邪派第一高手，擁有高強武功「天殘腳」，迷戀雲蘿公主，喜歡吃漢堡包。                                         |
| 曹達華 | 古蛇 （名字影射古龍）                        | 黃子敬   | 小說家，厲遲父親；被天殘誤認為八百年前絕頂高手「龍劍飛」。（事實上如來神掌電影系列中的龍劍飛乃曹達華飾演） |
| 劉洵   | 嚴真 （名字影射嚴新）                        | 陸頌愚   | 特異功能大師，擅長氣功，幫武德輝療傷。                                                                     |
| 倪秉郎 |                                              |          | 廣告公司老闆；被天殘當作港督捉拿。                                                                         |
| 劉志榮 |                                              | 梁政平   | （客串）警官，解救被天殘脅為人質的警方指揮官。                                                             |
| 成奎安 | 大傻                                         | 黃子敬   | 交通警察，幫武德輝對付無良巴士司機。                                                                       |
| 李兆基 | 高籬八（外圍八）                             | 黃志明   | 打手，幫高利貸對付厲遲。                                                                                   |
| 山怪   | 高籬九（外圍九）                             | 陸頌愚   | 厲遲的債主。                                                                                               |
| 江全   |                                              | 梁政平   | 高籬八及高籬九老大。                                                                                       |
| 陳敬   |                                              |          | 人蛇，幫武德輝和厲遲偷渡回香港。                                                                           |

## 主題曲
| 曲別   | 歌名               | 作曲   | 作詞   | 演唱者 |
| ------ | ------------------ | ------ | ------ | ------ |
| 主題曲 | 國語《英雄出少年》 | 盧冠廷 | 黃霑   | 黃霑   |
| 主題曲 | 粵語《武林至尊》   | 盧冠廷 | 黎彼得 | 劉德華 |

本片主題曲由寶藝聲唱片供應

## 搞笑台詞
厲遲：「那個史特龍是個白癡，害我火燒屁股！我要殺死這個史特龍！」
（粵語）
武德輝: 「佢話武大朗賣Pizza，你信唔信？」
厲遲：「梗係信啦！賣係街邊乞的，而家咪叫 'Pizza乞(Hut)'囉！」
（國語）
武德輝:「他說武大郎是賣 Pizza 的，你信不信啊？」
厲遲：「當然信啦～所以他窮得把老婆賣給西門慶了！」

### 大俠愛吃漢堡包（國語）
正版：大俠愛吃漢堡包，純正牛肉吃得飽，香港市民添口福，吃過就是乖寶寶。
天殘版：大俠愛吃黑貓貓，神經牛肉全是毛，香港市民添口福，吃過之後洗泡泡。

### 大俠愛吃漢堡包（粵語）
正版：大俠愛食漢堡包，純正牛肉無「賴貓」，香港市民添口福，食完唔會亂打交。
天殘版：大俠愛食黑媽媽，神經牛肉無「賴貓」，香港市民添口福，食現唔會連打膠。

## 軼事
雲蘿公主看到餐桌上的披薩與義大利麵，便說出因為當年馬可波羅教她義大利語，於是雲蘿公主把義大利麵送給馬可波羅帶回義大利，而披薩也是她們教他做的，婢女小蠻也說宋朝的武大郎專賣這種燒餅。這段情節原本只是一個笑話橋段，但由於這部電影很賣座，因而成為華人坊間關於披薩、義大利麵來源的傳說。
另外於武德輝、厲遲、廣告公司老闆以及飛虎隊員相繼被綁架期間，電視一直播放著呂方1987年為卡樂B熱浪薯片所拍攝的廣告。天殘除了用對講機向飛虎隊指揮官說出廣告的口號外，甚至強逼飛虎隊隊員跟著跳廣告裡面的舞步，甚為滑稽。

## 外部連結
- 香港影庫上《摩登如來神掌》的資料（繁體中文）
- 開眼電影網上《摩登如來神掌》的資料（繁體中文）
- 豆瓣电影上《摩登如來神掌》的資料 （简体中文）
- 时光网上《摩登如來神掌》的資料（简体中文）
- AllMovie上《摩登如來神掌》的资料（英文）
- 爛番茄上《摩登如來神掌》的資料（英文）
- 互联网电影数据库（IMDb）上《摩登如來神掌》的资料（英文）